# Henry Golding
Henry Ewan Golding (Betong (Sarawak), 5 februari 1987) is een Brits-Maleisische acteur, model en televisiepresentator. Golding is sinds 2014 presentator van BBC's The Travel Show. Hij staat bekend om zijn acteerwerk, met de rol van Nick Young in de romantische komedie Crazy Rich Asians en speelt het titelpersonage in de actiefilm Snake Eyes: G.I. Joe Origins.

## Levensloop
Golding werd geboren als zoon van een Britse vader en een Maleisisch moeder van inheemse Iban Dayak afkomst. Het gezin woonde bijna vijf jaar in Terengganu, voordat men naar Surrey, Engeland verhuisde toen Henry acht jaar oud was. Daar ging hij naar The Warwick School in Redhill. Hij verhuisde op 21-jarige leeftijd naar Kuala Lumpur om voor de camera rollen te spelen nadat hij een paar jaar als kapper in Londen had gewerkt.
In maart 2017 na een wereldwijde casting, werd aangekondigd dat Golding zou schitteren in de film Crazy Rich Asians. Hij werd voor het eerst onder de aandacht van regisseur Jon M. Chu gebracht door accountant Lisa-Kim Ling Kuan en Goldings charme en persoonlijkheid leverden hem al snel zijn eerste acteerrol op. Golding werd in de zomer van 2021 lid van de Academy of Motion Picture Arts and Sciences (AMPAS).
Hij won in 2018 samen met de cast van Crazy Rich Asians een NBR Award in de categorie: Beste ensemble en in 2019 een CinemaCon Award in de categorie: Mannelijke ster van morgen.
Golding trouwde op 20 augustus 2016 met de Taiwanese presentatrice Liv Lo, op 31 maart 2021 kregen de twee een dochter.

## Filmografie
| Jaar | Titel                                   | Rol                    | Opmerkingen |
| ---- | --------------------------------------- | ---------------------- | ----------- |
| 2009 | Pisau cukur                             | Iskandar Tan Sri Murad |             |
| 2013 | The Borneo Incident                     | Henry                  |             |
| 2018 | Crazy Rich Asians                       | Nick Young             |             |
| 2018 | A Simple Favor                          | Sean Townsend          |             |
| 2019 | Monsoon                                 | Kit                    |             |
| 2019 | Last Christmas                          | Tom Webster            |             |
| 2019 | The Gentlemen                           | Dry Eye                |             |
| 2020 | Fast Times at Ridgemont High Table Read | Mr. Vargas             |             |
| 2020 | Star Wars: Visions                      | Tsubaki                | Stem        |
| 2021 | Snake Eyes: G.I. Joe Origins            | Snake Eyes             |             |